# شین سو-جی
شین سو-جی (به انگلیسی: Shin Soo-ji) ژیمناست زادهٔ ۸ ژانویهٔ ۱۹۹۱ میلادی اهل کشور کره جنوبی است.